# Anders Olsson (bangolfare)

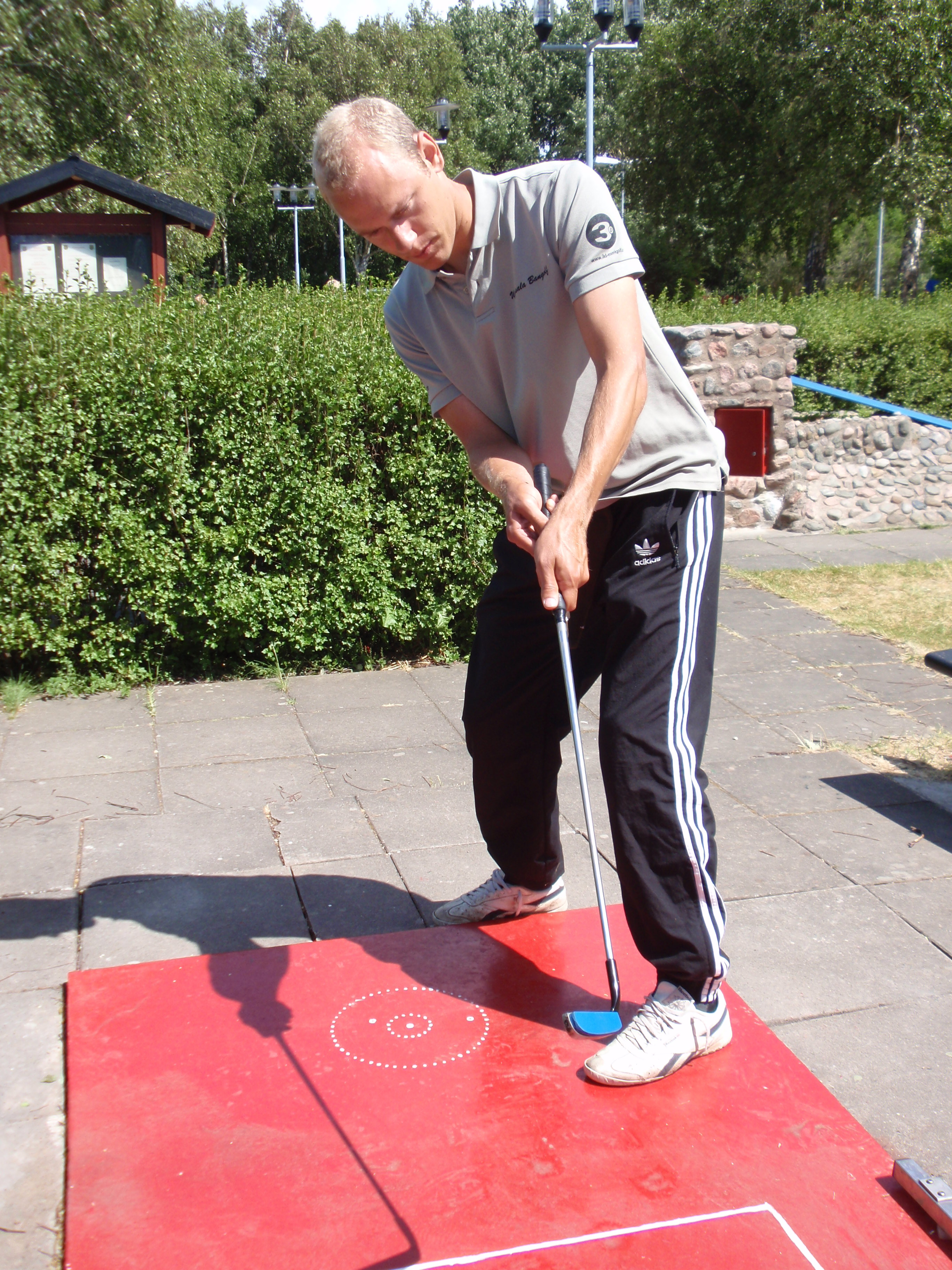
Anders Olsson svingar på betongen.

Anders Olsson, född 1979, rankades i slutet av 2008 som världens bäste bangolfspelare. Just detta år vann han det mesta en svensk bangolfspelare kan vinna. Individuellt vann han kombi-SM i Jönköping, tillsammans med klubblaget vann han Svenska Cupen, Elitserien och sin andra raka vinst i Europacupen. Tillsammans med Carl-Johan Ryner och Karin Wiklund utgör Olsson den framgångsrika stomme som tagit Uppsala BGK till dess stora framgångar under 2000-talet.
En rolig och inte alltför känd detalj är att just ovan nämnda Karin Wiklund är Anders Olssons sambo och tillsammans bildade de 2008 Sveriges kanske bästa idrottspar. Åtminstone var de svensk bangolfs "dreamteam" då de båda toppade världsrankingen samtidigt.

## Korta fakta
- Moderklubb: Ersta BGK
- Rekord: 21 (Filt), 18 (EB), 20 (Betong)

## Meriter
- Guld SM (2008)
- 2 Guld EB-SM (2003, 2005)
- Silver VM ind (2003)
- Guld JEM (1994)
- Guld SM Filt (2005)
- Guld VM-lag ('03)
- 2 Guld EM-lag (2004, 2006)
- 2 Guld Europacupen (2007, 2008)
- 5 Guld Elitserien (2003, 2005, 2006, 2007, 2008)
- Silver SM Filt (2003, 2004)
- 3 Silver Europacupen (2001, 2005, 2006)
- 2 Guld SM Mixed (2004, 2005)
- Brons Europacupen (2003)
- Guld Asiatiska Mästerskapen (2002)